# مارك بيل (دراج)
مارك بيل (بالإنجليزية: Mark Bell) هو دراج بريطاني، ولد في 21 يونيو 1960 في بيركنهيد ‏ في المملكة المتحدة، وتوفي في 30 يناير 2009.

## وصلات خارجية
- مارك بيل على موقع أرشيف الدراجات (الإنجليزية)
- مارك بيل على موقع إحصائيات الدراجات الإحترافية (الإنجليزية)
- مارك بيل على موقع CycleBase (الإنجليزية)
- مارك بيل على موقع أوليمبيديا (الإنجليزية)